# Lacanobia nana
Lacanobia nana là một loài bướm đêm trong họ Noctuidae.